# Powiat Jarociński
Der Powiat Jarociński ist ein Powiat (Kreis) in der polnischen Woiwodschaft Großpolen. Der Powiat hat eine Fläche von 587,70 km², auf der rund 72.000 Einwohner leben. Die Bevölkerungsdichte beträgt 120 Einwohner pro Quadratkilometer (2004).

## Städte und Gemeinden
Der Powiat umfasst vier Gemeinden, davon drei Stadt-und-Land-Gemeinden und eine Landgemeinde.

### Stadt-und-Landgemeinden
- Jaraczewo (Jaratschewo)
- Jarocin (Jarotschin)
- Żerków (Zerkow)

### Landgemeinde
- Kotlin (Kotlin)